# Pseudolycoriella campanulata
Pseudolycoriella campanulata är en tvåvingeart som först beskrevs av Frey 1945.  Pseudolycoriella campanulata ingår i släktet Pseudolycoriella och familjen sorgmyggor.
Artens utbredningsområde är Portugal. Inga underarter finns listade i Catalogue of Life.